# Rissoa parva
Espèce
Synonymes
- voir paragraphe #Synonymes

Rissoa parva est un petit mollusque gastéropode marin très abondant sur les estrans rocheux.

## Description
La coquille, relativement large et trapue, peut atteindre 5 mm de hauteur pour 3 mm de largeur. Elle est constituée de sept ou huit tours dont les trois ou quatre premiers sont lisses et les suivants généralement munies de côtes saillantes, mais il existe une variété lisse (dite interrupta) parfois considérée comme une espèce distincte et il existe une gamme de formes intermédiaires entre les deux.

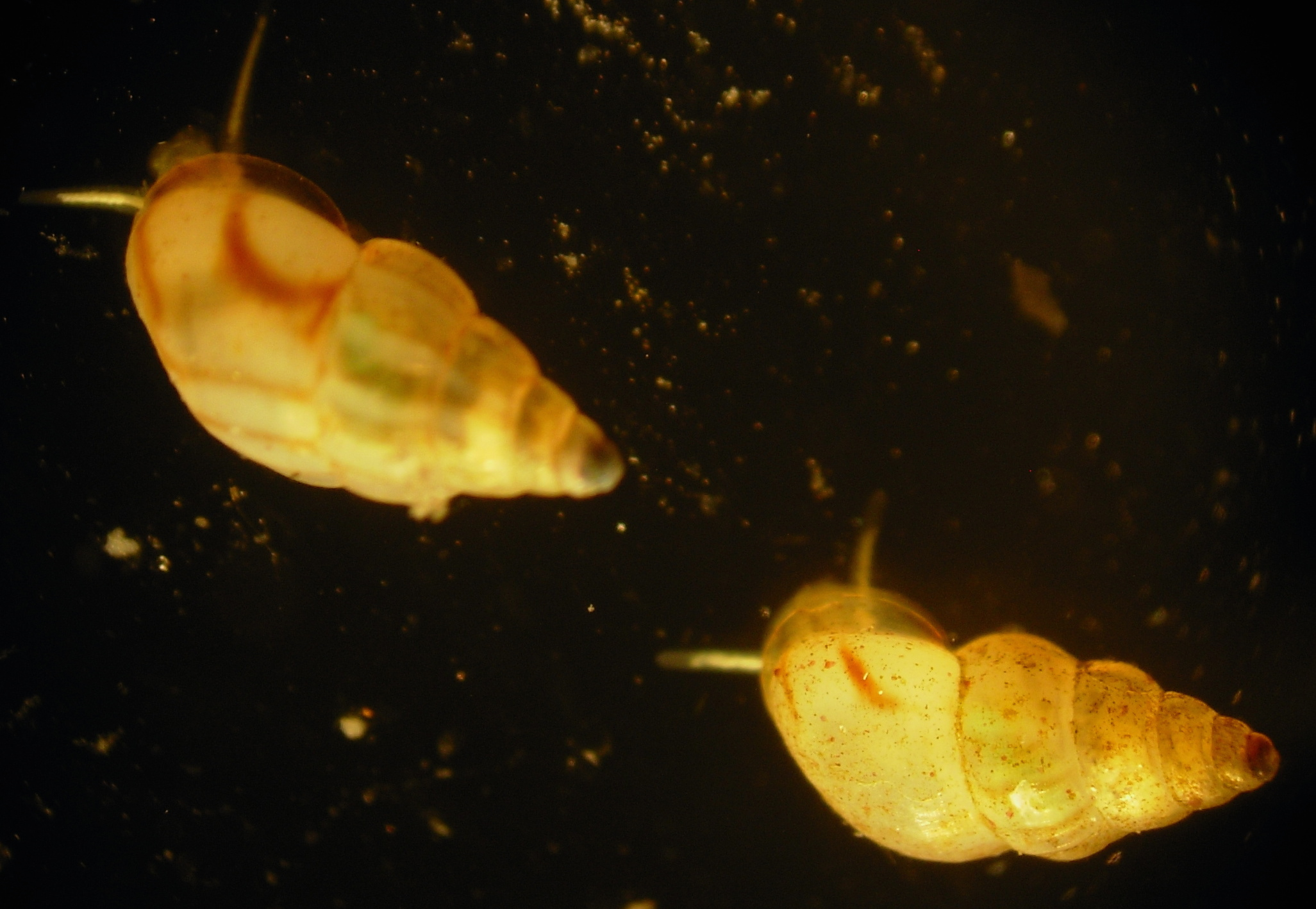
Rissoa parva. Un individu à côtes faibles et un individu presque lisse. Les "virgules" rouges sont visibles dans les deux cas.

Une varice, bien développée sur la forme typique, renforce le bord externe (labre) de l'ouverture. De fines crêtes à disposition spirale ornent l'ensemble des tours. La couleur varie du crème au marron rouge foncé et, détail très caractéristique, deux bandes colorées (plus ou moins rouges), en forme de virgules marquent la varice et la fin du dernier tour. 
Le corps est jaune pâle avec des marques latérales sombres. Les tentacules possèdent une bande médiane blanche, plus ou moins continue.

## Synonymes
- Cingula parva (da Costa, 1778)[2],[3]
- Pusillina interrupta (Adams J., 1800)[3]
- Pusillina parva (da Costa, 1778)[2]
- Rissoa cerasina Brusina, 1866[2]
- Rissoa edgariana Melvill & Standen, 1907[2],[3]
- Rissoa interrupta var. bifasciata Sars G.O., 1878[2],[3]
- Rissoa interrupta (J. Adams, 1800)[2],[3]
- Rissoa matoniana Récluz, 1843[2],[3]
- Rissoa parva var. exilis Jeffreys, 1867[2],[3]
- Rissoa parva var. interrupta (J. Adams, 1800)[2],[3]
- Rissoa semicostulata Anton, 1838[2]
- Rissoia edgariana Melvill & Standen, 1907[2]
- Turbo aereus J. Adams, 1797[2]
- Turbo albus J. Adams, 1797[2]
- Turbo interruptus J. Adams, 1800[2]
- Turbo lacteus Donovan, 1804[2]
- Turbo parvus da Costa, 1778[2]
- Turbo subluteus J. Adams, 1797[2]
- Turboella interrupta (J. Adams, 1800)[2]
- Turboella parva (da Costa, 1778)[2]

## Biologie
Rissoa parva est extrêmement abondant sur les estrans rocheux, à partir du niveau de mi-marée jusqu'à celui des basses mers de vive eau et, au-delà, jusqu'à une profondeur de 15 mètres environ. C'est certainement l'un des gastéropodes les plus abondants sur les côtes françaises. C'est un brouteur qui consomme la végétation qui se développe à la surface (épiphytes) des grandes algues et c'est également un détritivore. Il peut aussi consommer les extrémités d'algues rameuses fines comme Halopteris scoparia.

## Distribution
Rissoa parva se rencontre depuis la Méditerranée jusqu'aux côtes nord de la Norvège.

## Galerie

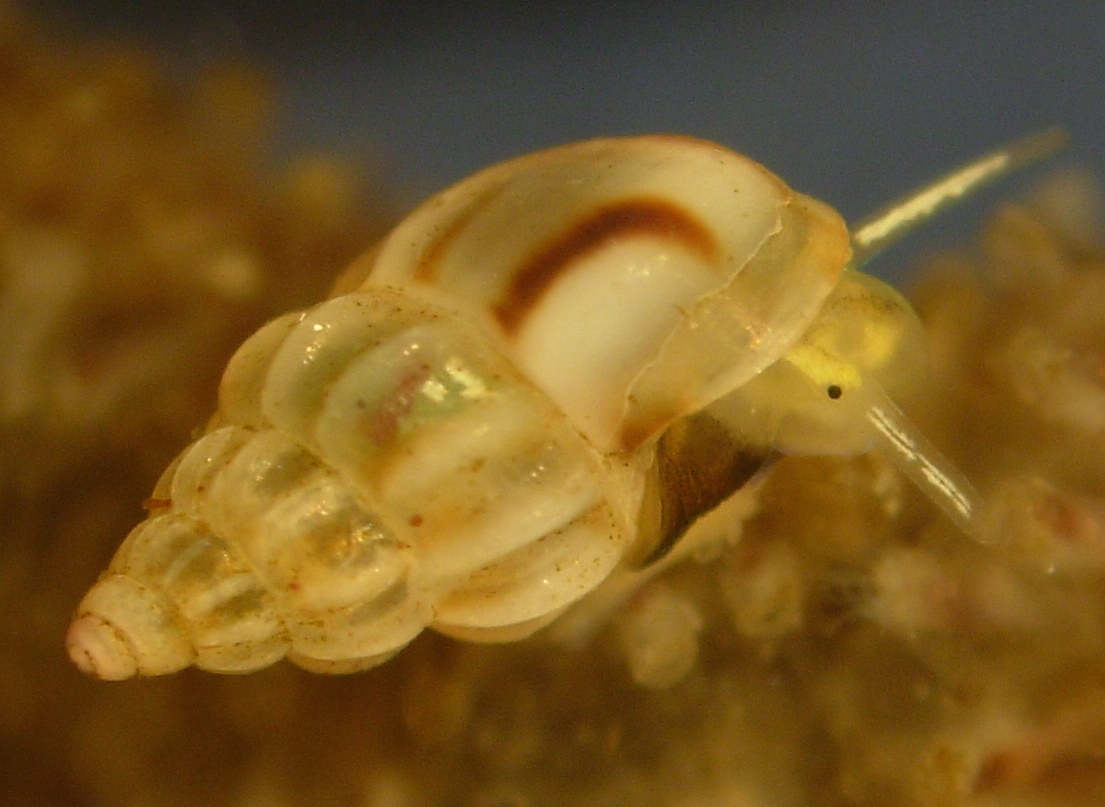
Rissoa parva. Coquille claire,  pied et tête, vue latérale.
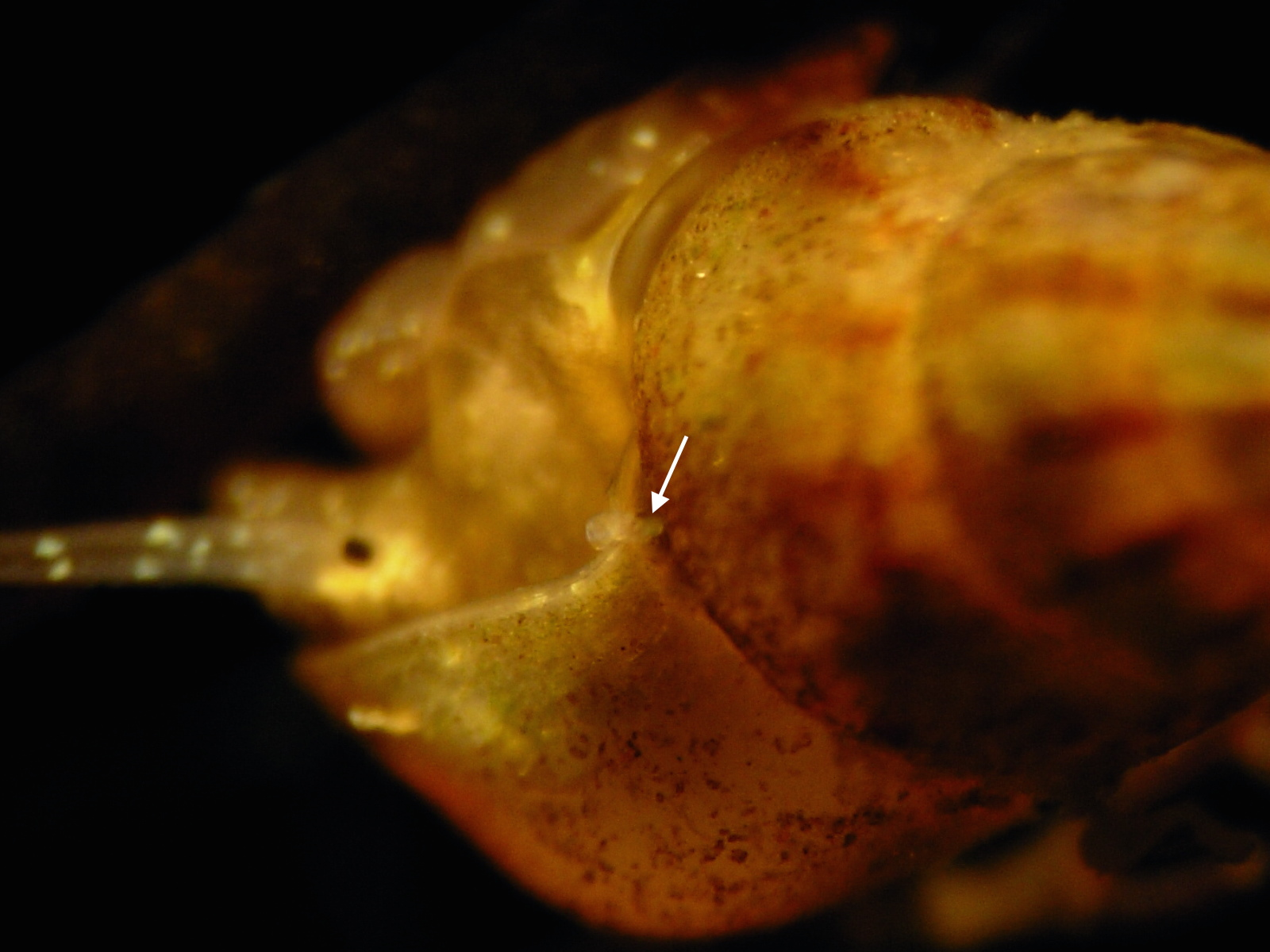
Tentacule palléal (flèche).
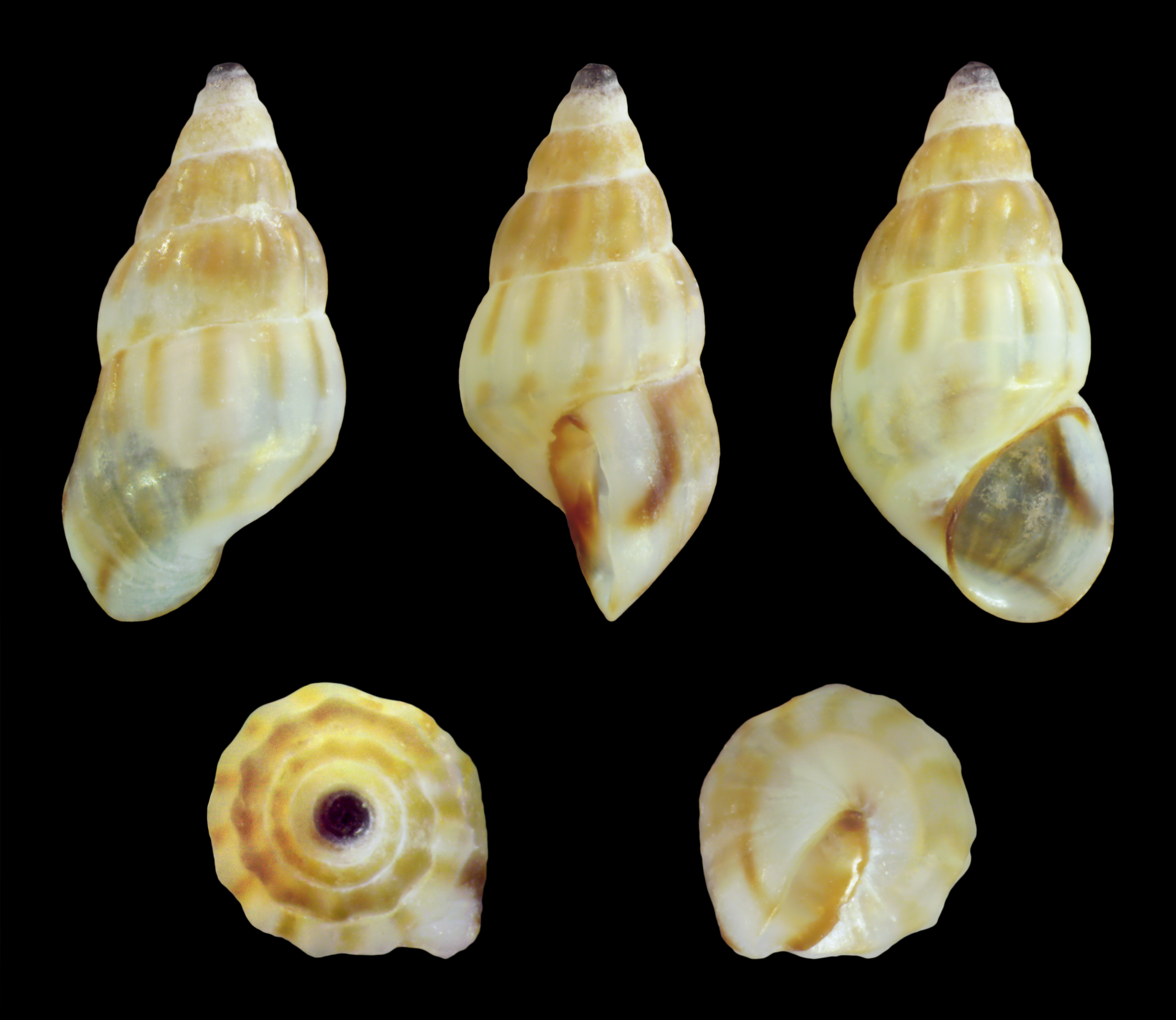
?
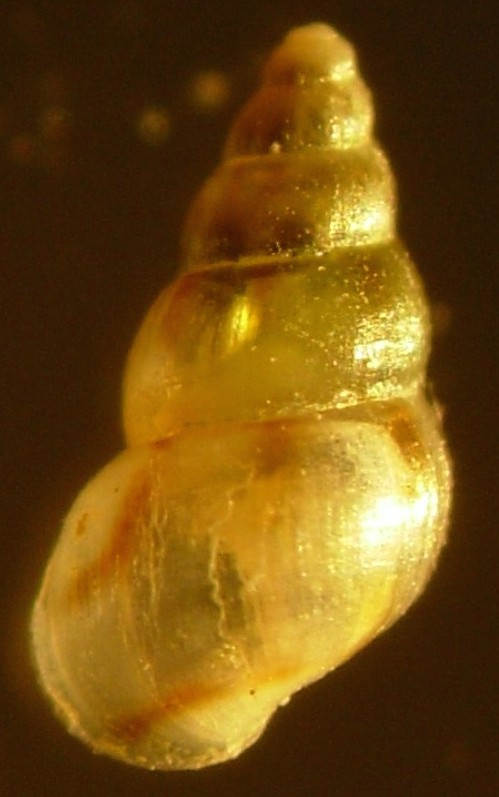
R. parva ssp interrupta.
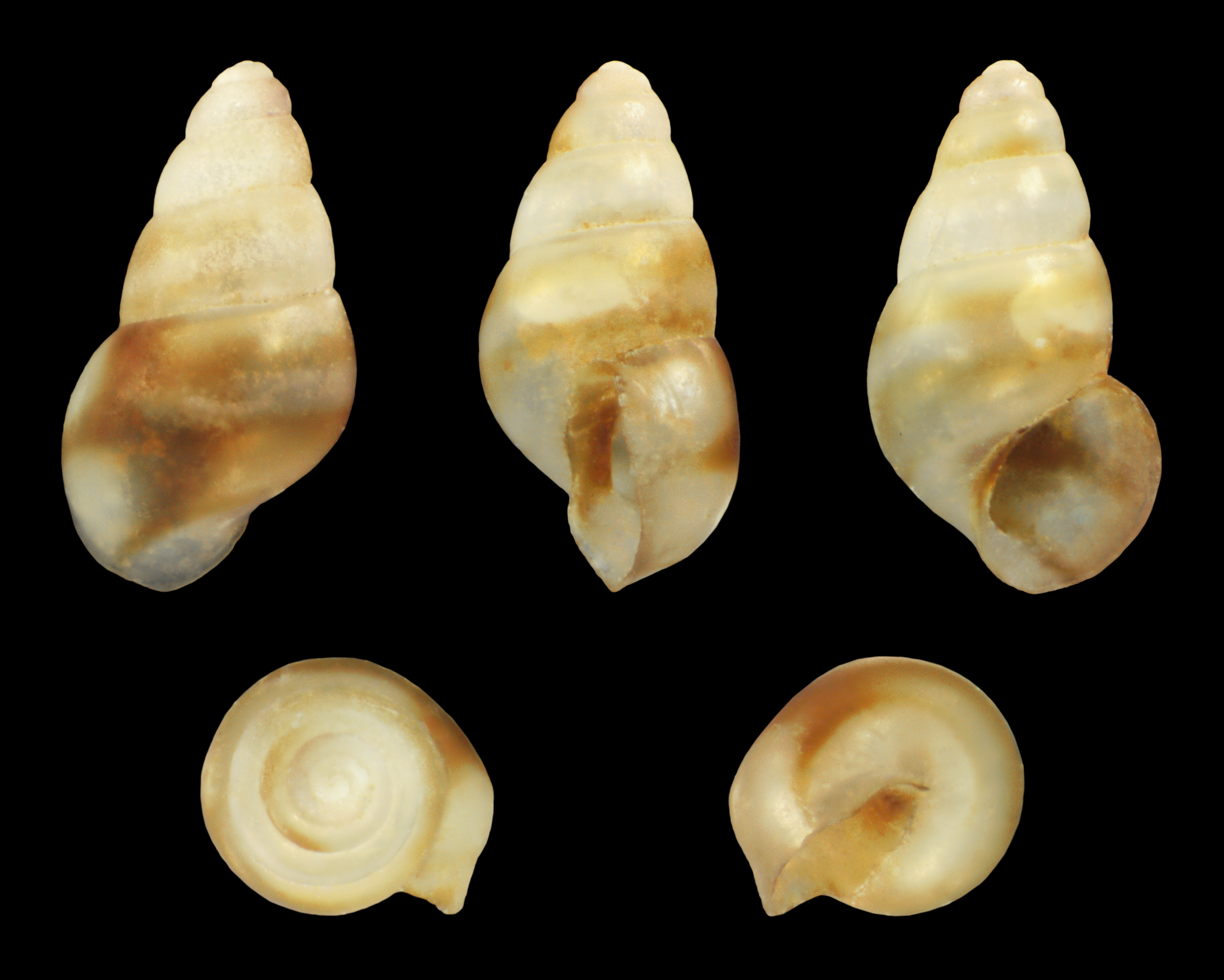
R. parva ssp. interrupta var. bifasciata.